# حکمت‌الله ملاصالحی
حکمت‌الله ملاصالحی (زاده ۱۳۳۱ در طالقان) استاد تمام دانشگاه تهران و مدرس مدعو دانشگاه آتن و نخستین پژوهشگری است که مباحث عمیق و دشوار دانش نوظهور «فلسفه باستان‌شناسی» را در ایران پی ریزی کرده است.

## زندگی
در سال ۱۳۳۱ در روستای گوران از توابع شهرستان طالقان زاده شد. تحصیلات ابتدایی و متوسطه را به تناوب در طالقان و تهران سپری کرد و در سال ۱۳۴۹ موفق به دریافت دیپلم ادبی از دبیرستان پهلوی تهران شد. در همان سال در کنکور سراسری شرکت کرد و در سال ۱۳۵۳ در رشته باستان‌شناسی و هنر از دانشگاه تهران لیسانس گرفت. در سال ۱۳۵۴ با تشویق و یاری مهرداد بهار، سیمین دانشور و یوسف مجیدزاده به یونان رفت و در سال ۱۳۶۴ موفق به دریافت دکتری باستان‌شناسی و تاریخ با درجه عالی از دانشکده فلسفه دانشگاه آتن شد. «تحلیلی بر مرگ در تمدن مینوسی - مسینی بر مبنای شواهد باستان شناختی» عنوان پایان‌نامه دکتری او بود.
ملاصالحی پس از دریافت دکتری، چند ترم در دانشگاه‌های آتن و سالونیک دعوت به ارائه سخنرانی‌های ترمی شد و به موازات آن، دو سال نیز در رایزنی فرهنگی ایران در آتن به تدریس پرداخت و سپس برای ادامه مطالعات و تحصیل در مقطع پسادکتری باستان‌شناسی به لندن رفت. وی پس از یک سال اقامت در لندن، از سوی دانشگاه تهران برای تدریس به ایران دعوت شد. ملاصالحی در سال‌های پایانی دهه شصت به ایران آمد و ضمن تدریس و همکاری علمی و عملی با گروه باستان‌شناسی دانشگاه تهران در مطالعات میدانی دشت قزوین، به ریاست مؤسسه باستان‌شناسی دانشگاه تهران انتخاب شد.
در دهه هفتاد همکاری چند سویه خود را با شورای برنامه‌ریزی دانشکده هنر دانشگاه شاهد و همچنین حوزه هنری سازمان تبلیغات اسلامی و دانشگاه تربیت مدرس ادامه داد و در دهه هشتاد به همکاری با بخش واژه گزینی فرهنگستان زبان و ادب فارسی پرداخت.
همکاری با بنیاد حکمت اسلامی صدرا، مشاور عالی بنیاد سینمایی فارابی، عضو هیئت تحریریه مجله‌های علمی و پژوهشی «مطالعات باستان‌شناسی» دانشگاه تهران و «پیام باستان‌شناس» دانشگاه آزاد اسلامی واحد ابهر و «فصلنامه نگره» دانشکده هنر دانشگاه شاهد؛ سردبیری مجله‌های «باستان‌شناسی و مطالعات میان رشته‌ای» دانشگاه تهران و جهاد دانشگاهی، فصلنامه «بهارستان هنر» کتابخانه مجلس شورای اسلامی، فصلنامه «مطالعات ایران‌شناسی» و «مطالعات خلیج فارس» و دوقصلنامه مطالعات موزه ای «زرین فام»؛ عضو هیئت امنای بنیاد ایران‌شناسی با حکم رئیس‌جمهوری از سال ۱۳۹۲؛ نگارش مقاله برگزیده دومین و ششمین جشنواره مطبوعات در سال‌های ۱۳۷۳ و ۱۳۷۷، ریاست پژوهشکده اندیشه و هنر اسلامی حوزه هنری در سال ۱۳۷۳ و عضویت در شورای موزه‌های دانشگاه تهران در سال ۱۳۸۴ از دیگر فعالیت‌های فرهنگی و مدیریتی او به‌شمار می‌رود. استاد از سال ۱۳۸۱ در شهر جدید هشتگرد (مهستان) از توابع شهرستان ساوجبلاغ ساکن شده است. آیین تکریم از خدمات علمی و فرهنگی او توسط بنیاد ملی نخبگان در تاریخ ۱۲ اسفند ۱۳۹۴ در شهر تهران برگزار شد.
معصومه رحیم زاده (دانش‌آموخته کارشناسی ارشد باستان‌شناسی از دانشگاه تهران) همسر دکتر ملاصالحی و دکتر ودیهه ملاصالحی (عضو هیئت علمی گروه معماری دانشگاه آزاد اسلامی واحد سمنان)، خواهر او است.

## آثار
از ملاصالحی سیزده عنوان کتاب و نیز مقالات متعددی به زبان‌های فارسی، انگلیسی و یونانی در نشریات معتبر داخلی و خارجی در زمینه‌های متنوع فلسفه، باستان‌شناسی، دین پژوهی، هنرهای آیینی و مسایل دیگر به چاپ رسیده است. نام کتاب‌ها به این شرح است:
جلوه‌های کهن هنر آیینی (۱۳۷۷)؛ زیبایی و هنر از منظر وحیانی اسلام (۱۳۷۸)؛ درآمدی بر معرفت‌شناسی باستان‌شناسی (۱۳۸۲)؛ جستاری در فرهنگ، پدیده موزه و باستان‌شناسی (۱۳۸۴)؛ انسان، فرهنگ و سنت (۱۳۸۷)، باستان‌شناسی در بوته معرفت شناختی (۱۳۸۷)؛ باستان‌شناسی دین: با فانوس نظر در جستجوی آیین‌های گمشده (۱۳۹۰)؛ باستان‌شناسی در صافی جستارهای فلسفی (۱۳۹۴)؛ فرش ایرانی تصویری از باغ بهشت (۲۰۱۷ به زبان یونانی)؛ مجموعه مقالات بررسی باستان شناختی محوطه مانایی قلایچی بوکان با تکیه بر آجرهای لعابدار موزه ملی ایران (۱۳۹۶، با همکاری یوسف حسن‌زاده)؛ انسان تاریخی و تاریخ متعالی: تاملاتی در تاریخ‌مندی انسان (۱۳۹۷)؛ مبادی و مبانی باستان‌شناسی شناختی (۱۳۹۷، با همکاری وحید عسکرپور)؛ ترجمه کتاب «باستان‌شناسی زمان» نوشته گوین لوکاس (۱۴۰۰؛ با همکاری علی اصغر سلحشور).